# Kràsnaia Skala
Kràsnaia Skala - Красная Скала (rus) - és un khútor del krai de Krasnodar, a Rússia. Es troba a la plana de ponent del Caucas occidental, a la costa de la mar Negra. És a 16 km al nord d'Anapa i a 126 km a l'oest de Krasnodar.
Pertany al poble de Tsibanobalka.